# Leonor Guillermina de Anhalt-Köthen
Leonor Guillermina de Anhalt-Köthen (Köthen, 7 de mayo de 1696 - Weimar, 30 de agosto de 1726) fue una princesa de Anhalt-Köthen por nacimiento, y por matrimonio sucesivamente princesa de Sajonia-Merseburgo y duquesa de Sajonia-Weimar.

## Biografía
Leonor Guillermina era la hija mayor del príncipe Emmanuel Lebrecht de Anhalt-Köthen (1671-1704) de su matrimonio con Gisela Agnes de Rath, condesa de Nienburg (1669-1740). Leonor Guillermina contrajo matrimonio por primera vez el 15 de febrero de 1714 en Köthen con el príncipe Federico Erdmann de Sajonia-Merseburgo (1691-1714), hijo del duque Cristián II de Sajonia-Merseburgo. En ocasión de este matrimonio, él recibió el distrito de Dieskau como infantazgo (apanage). No obstante, catorce semanas después de su matrimonio él murió repentinamente.
El 24 de enero de 1716 en Nienburg, Sajonia-Anhalt, Leonor Guillermina contrajo matrimonio por segunda vez con el duque Ernesto Augusto I de Sajonia-Weimar y Sajonia-Eisenach (1688-1748). El hermano de Leonor Guillermina se reunió con Johann Sebastian Bach durante las festividades nupciales, y más tarde invitó a Bach para convertirse en maestro de capilla en la corte principesca en Köthen. Leonor Guillermina más tarde se convirtió en madrina del hijo de Bach, Leopoldo Augusto.
Su matrimonio con Ernesto Augusto fue descrito como feliz. Durante los diez años de matrimonio, ella dio a luz a siete hijos. Después del nacimiento del príncipe heredero, fue introducida la primogenitura en los dos ducados.
Leonor Guillermina murió el 30 de agosto de 1726. Fue enterrada en la cripta ducal en el Cementerio Histórico de Weimar. Su viudo se vio muy afectado por su muerte; abandonó Weimar y empezó a viajar.

## Hijos
De su segundo matrimonio con Ernesto Augusto I de Sajonia-Weimar, Leonor Guillermina tuvo los siguientes hijos:
- Guillermo Ernesto (1717-1719), príncipe heredero de Sajonia-Weimar.
- Guillermina Augusta (1717-1752)
- Juan Guillermo (1719-1732)
- Carlota Inés Leopoldina (1720-1724)
- Juana Leonor Enriqueta (1721-1722)
- Ernestina Albertina (1722-1769), desposó en 1756 al conde Felipe II Ernesto de Schaumburg-Lippe (1723-1787)
- Bernardina Cristina Sofía (1724-1757), desposó en 1744 al príncipe Juan Federico de Schwarzburgo-Rudolstadt (1721-1767)
- Emmanuel Federico Guillermo Bernardo (1725-1729)